# Meca Tanaka
Meca Tanaka (田中メカ?, Tanaka Meca; Prefettura di Aichi, 23 dicembre 1976) è una fumettista giapponese di manga shojo. Due tra le sue opere più importanti sono Omukae desu e Faster than a Kiss.

## Opere
| Titolo                                            | Anno          | Note                                                                      | Fonti         |
| ------------------------------------------------- | ------------- | ------------------------------------------------------------------------- | ------------- |
| Omukae desu                                       | 1999–2002     | Serializzato sulla rivista LaLa. Pubblicato da Hakusensha in 5 volumi.    | [ 3 ]         |
| Pearl Pink                                        | 2002–04       | Serializzato sulla rivista LaLa. Pubblicato da Hakusensha in 4 volumi.    | [ 4 ] [ 5 ]   |
| Sailor Fuku ni Onegai! (セーラー服にお願い!?)     | 2005–06       | Serializzato sulla rivista LaLa. Pubblicato da Hakusensha in 4 volumi.    | [ 6 ] [ 7 ]   |
| Jikanme Rhapsody (7時間目ラプソディー?)           | 2006          | Serializzato sulla rivista LaLa Dx. Pubblicato da Hakusensha in 7 volumi. | [ 8 ]         |
| Faster than a Kiss                                | 2007–12       | Serializzato sulla rivista LaLa. Pubblicato da Hakusensha in 12 volumi.   | [ 9 ]         |
| Shichigatsu no Mahoutsukai (7月の魔法使い?)       | 2009          | Serializzato sulla rivista LaLa. Pubblicato da Hakusensha in 1 volumi.    | [ 10 ]        |
| Meteor Prince                                     | 2013–14       | Serializzato sulla rivista LaLa. Pubblicato da Hakusensha in 2 volumi.    | [ 11 ] [ 12 ] |
| Kimi no koto nado zettai ni (君のコトなど絶対に?) | 2015–presente | Serializzato sulla rivista LaLa. Pubblicato da Hakusensha in 2 volumi.    | [ 13 ]        |